# Gimhae
Gimhae (kor. 김해시) – miasto w południowej części Korei Południowej, w prowincji Gyeongsang Południowy. Około 439,7 tys. mieszkańców.
Roh Moo-hyun, były prezydent Republiki Korei (od 25 lutego 2003 do 25 lutego 2008) urodził się w Gimhae.

## Miasta partnerskie
- Chińska Republika Ludowa: Wuxi
- Stany Zjednoczone: Salem
- Indie: Ajodhja